# Цао Ліго
Цао Ліго (кит.: 曹利国; нар. 4 жовтня 1998, Гуансі-Чжуанський автономний район) — китайський борець греко-римського стилю, бронзовий призер чемпіонату світу, дворазовий бронзовий призер чемпіонатів Азії, срібний призер Олімпійських ігор.

## Життєпис
Боротьбою почав займатися з 2013 року. У 2017 році здобув бронзову медаль чемпіонату Азії серед юніорів.
Виступав за спортивний клуб Гуансі-Чжуанського автономного району. Тренер — Ї Шанюн (з 2013).

## Спортивні результати на міжнародних змаганнях

### Виступи на Олімпіадах
| Змагання                    | Збірна | Вагова категорія                 | Місце  |
| --------------------------- | ------ | -------------------------------- | ------ |
| Літні Олімпійські ігри 2024 | Китай  | греко-римська боротьба, до 60 кг | Срібло |

### Виступи на Чемпіонатах світу
| Змагання                        | Збірна | Вагова категорія                 | Місце  |
| ------------------------------- | ------ | -------------------------------- | ------ |
| Чемпіонат світу з боротьби 2018 | КНР    | греко-римська боротьба, до 55 кг | 5      |
| Чемпіонат світу з боротьби 2019 | КНР    | греко-римська боротьба, до 55 кг | 5      |
| Чемпіонат світу з боротьби 2022 | КНР    | греко-римська боротьба, до 60 кг | 8      |
| Чемпіонат світу з боротьби 2023 | КНР    | греко-римська боротьба, до 60 кг | Бронза |

### Виступи на Чемпіонатах Азії
| Змагання                       | Збірна | Вагова категорія                 | Місце  |
| ------------------------------ | ------ | -------------------------------- | ------ |
| Чемпіонат Азії з боротьби 2018 | КНР    | греко-римська боротьба, до 55 кг | 5      |
| Чемпіонат Азії з боротьби 2023 | КНР    | греко-римська боротьба, до 60 кг | Бронза |
| Чемпіонат Азії з боротьби 2024 | КНР    | греко-римська боротьба, до 60 кг | Бронза |

### Виступи на Азійських іграх
| Змагання           | Збірна | Вагова категорія                 | Місце |
| ------------------ | ------ | -------------------------------- | ----- |
| Азійські ігри 2022 | КНР    | греко-римська боротьба, до 60 кг | 7     |

### Виступи на інших змаганнях
| Змагання                                       | Збірна | Вагова категорія                 | Місце  |
| ---------------------------------------------- | ------ | -------------------------------- | ------ |
| Гран-прі Угорщини з боротьби 2018              | КНР    | греко-римська боротьба, до 55 кг | 5      |
| Гран-прі Угорщини з боротьби 2019              | КНР    | греко-римська боротьба, до 60 кг | 5      |
| Турнір Дана Колова — Николи Петрова 2019       | КНР    | греко-римська боротьба, до 60 кг | 16     |
| Кубок Владислава Пітласинські 2022             | КНР    | греко-римська боротьба, до 60 кг | Бронза |
| Меморіал Іона Корнеану і Ладислава Сімона 2022 | КНР    | греко-римська боротьба, до 60 кг | Срібло |
| Відкритий чемпіонат Загреба з боротьби 2023    | КНР    | греко-римська боротьба, до 60 кг | 9      |
| Турнір Ібрагіма Мустафи 2023                   | КНР    | греко-римська боротьба, до 60 кг | 8      |
| Турнір К. У. Кожомкула і Р. Санатбаєва 2023    | КНР    | греко-римська боротьба, до 60 кг | 12     |
| Меморіал Імре Поляка та Яноша Варги 2023       | КНР    | греко-римська боротьба, до 60 кг | 13     |
| Відкритий чемпіонат Загреба з боротьби 2024    | КНР    | греко-римська боротьба, до 60 кг | 9      |

### Виступи на змаганнях молодших вікових груп
| Змагання                                      | Збірна | Вагова категорія                 | Місце  |
| --------------------------------------------- | ------ | -------------------------------- | ------ |
| Чемпіонат Азії з боротьби серед юніорів 2017  | КНР    | греко-римська боротьба, до 55 кг | Бронза |
| Чемпіонат світу з боротьби серед юніорів 2017 | КНР    | греко-римська боротьба, до 55 кг | 10     |
| Чемпіонат світу з боротьби серед молоді 2019  | КНР    | греко-римська боротьба, до 60 кг | 7      |